# Pirata simplex
Pirata simplex là một loài nhện trong họ Lycosidae.
Loài này thuộc chi Pirata. Pirata simplex được Ludwig Carl Christian Koch miêu tả năm 1882.